# ジュロン・バードパーク・パノレール
ジュロン・バードパーク・パノレール（英: Jurong Bird Park Panorail）は、かつてシンガポールにあるジュロン・バードパーク内で運行されていた、延長1.7km (1.1mi)の環状線モノレール・システムである。
当モノレール・システムは、先頭車に運転手がいる4両編成の車両を使用しており、立席定員なしで各車両に座席があった。
乗車券には、大人が5シンガポールドル (S$)、12歳以下の子供が3シンガポールドル (S$) の運賃がかかり、1日限りの乗車が可能であった。
各乗車券は、公園の周りのみを1周するのに便利であった。
障害者向けの利便性として、パノレール全駅でリフトを利用することができ、車椅子を収容するために後尾車の座席を折り畳むことができた。

## 駅一覧
パノレールには3つの駅があった。
- メイン (Main) 駅 - 公園入口および円形劇場の付近。
- ロリー (Lory) 駅 - ロリー・ロフト (Lory Loft) の付近。
- ウォーターフォール (Waterfall) 駅 - ウォーターフォール・エイヴィアリー (Waterfall Aviary) およびジュロン・フォールズ（英語版） (Jurong Falls) の付近。

## 閉鎖
2012年4月1日に、パノレールが運行停止となり、シンガポール動物園およびナイト・サファリにて運行されているトラム車両と同一のものに置き換えられた。
トラムに乗車するための運賃は、パノレールと同じ運賃であったが、モノレール乗車券1枚での1周のみに対して、トラム乗車券1枚では3週できるため便利である。